# Don Siegel
Pour les articles homonymes, voir Siegel.
Donald Siegel , dit Don Siegel, est un réalisateur et producteur américain, né le 26 octobre 1912 à Chicago et mort le 20 avril 1991 à Nipomo en Californie.
Avec Sergio Leone, il fut l'autre mentor de Clint Eastwood qui dédia son film Impitoyable (1992) à ses deux réalisateurs fétiches.

## Biographie

### Carrière
Né dans une famille juive, Don Siegel commence sa carrière en 1934 comme monteur pour Warner Bros. et travaille notamment sur le classique  Casablanca de Michael Curtiz. En 1945, il réalise deux courts métrages Hitler Lives, qui remporte l'Oscar du meilleur film documentaire et Star in the Night, qui obtient l'meilleur court métrage en prises de vues réelles, tous les deux en 1945.
Il dirige son premier long métrage, le film noir The Verdict, qui sort en 1946. Il quitte Warner Bros. en 1949. Au cours des années suivantes, des films comme Les Révoltés de la cellule 11 (Riot in Cell Block 11, 1954), L'Invasion des profanateurs de sépultures (Invasion of the body snatchers, 1956), son seul film de science-fiction et L'Ennemi public (Baby Face Nelson, 1957) lui permettent d'asseoir sa réputation de solide réalisateur de films d'action.
Pendant les années 1960, il dirige notamment Les Rôdeurs de la plaine (Flaming Star, 1960), western dans lequel joue Elvis Presley, et À bout portant (The Killers, 1964), film noir inspiré d’une nouvelle d'Ernest Hemingway déjà adaptée au cinéma par Robert Siodmak. Le film est tourné pour la télévision, mais jugé trop violent pour être télédiffusé, il est distribué en salles.
En 1968, Don Siegel fait la rencontre de Clint Eastwood avec qui il travaillera sur cinq films et connaitra le succès à la fois commercial et critique ; cette série de films comprend le polar Un shérif à New York (Coogan's Bluff, 1968), transposition d'un personnage de western à l'époque contemporaine, un diptyque de westerns, Sierra torride (Two Mules for Sister Sara, 1970), comédie picaresque avec Shirley MacLaine et Les Proies (The Beguiled), film cynique sur fond de guerre de Sécession, à nouveau un polar avec L'Inspecteur Harry (Dirty Harry, 1971), le film le plus célèbre et le plus controversé de sa carrière. En 1976, il tourne le western Le Dernier des géants (The Shootist), seule collaboration personnelle avec John Wayne et chant du cygne de l’acteur, puis travaille avec Clint Eastwood une dernière fois en 1979 pour L'Évadé d'Alcatraz (Escape From Alcatraz, 1979), suspense carcéral. Le réalisateur aura un impact décisif sur la carrière de Clint Eastwood en tant que réalisateur, lui donnant l'impulsion de passer derrière la caméra et apparaissant même comme acteur dans son premier film. En 1982, il réalise son dernier film La Flambeuse de Las Vegas (Jinxed !), pendant le tournage duquel il s’entend mal avec la vedette Bette Midler et est victime d’une crise cardiaque. À sa sortie, le film reçoit un accueil critique défavorable.

### Vie privée
De 1948 à 1953, il est marié avec l'actrice Viveca Lindfors (1920-1995), dont il a un fils, Kristoffer Tabori. Il se remarie en 1957 avec l'actrice Doe Avedon (1925-2011), dont il a quatre enfants (ils divorcent en 1975).

## Filmographie
Sauf indication contraire, les informations mentionnées dans cette section peuvent être confirmées par la base de données cinématographiques IMDb,  présente dans la section « Liens externes ».

### Réalisateur

#### Cinéma
- 1945 : Star in the Night (court métrage)
- 1945 : Hitler Lives (court métrage documentaire)
- 1946 : The Verdict
- 1949 : Night Unto Night
- 1949 : Ça commence à Vera Cruz (The Big Steal)
- 1952 : Duel sans merci (The Duel at Silver Creek)
- 1952 : Le plaisir est pour demain (No Time for Flowers)
- 1953 : La Dernière Minute (Count the Hours)
- 1953 : China Venture
- 1954 : Les Révoltés de la cellule 11 (Riot in Cell Block 11)
- 1954 : Ici brigade criminelle (Private Hell 36)
- 1955 : An Annapolis Story
- 1956 : L'Invasion des profanateurs de sépultures (Invasion of the Body Snatchers)
- 1956 : Face au crime (Crime in the Streets)
- 1957 : L'Ennemi public (Baby Face Nelson)
- 1957 : Flamenco (Spanish Affair)
- 1958 : La Ronde du crime (The Lineup)
- 1958 : Trafiquants d'armes à Cuba (The Gun Runners)
- 1959 : Le Secret du Grand Canyon (Edge of Eternity)
- 1959 : Le Vagabond des Bois Maudits (Hound-Dog Man)
- 1960 : Les Rôdeurs de la plaine (Flaming Star)
- 1962 : L'enfer est pour les héros (Hell Is for Heroes)
- 1964 : À bout portant (The Killers)
- 1968 : Police sur la ville (Madigan)
- 1968 : Un shérif à New York (Coogan's Bluff)
- 1969 : Une poignée de plombs (Death of a Gunfighter) (réalisé avec Robert Totten)
- 1970 : Sierra torride (Two Mules for Sister Sara)
- 1971 : Les Proies (The Beguiled)
- 1971 : L'Inspecteur Harry (Dirty Harry)
- 1973 : Tuez Charley Varrick ! (Charley Varrick)
- 1974 : Contre une poignée de diamants (The Black Windmill)
- 1976 : Le Dernier des géants (The Shootist)
- 1977 : Un espion de trop (Telefon)
- 1979 : L'Évadé d'Alcatraz (Escape from Alcatraz)
- 1980 : Le lion sort ses griffes (Rough Cut)
- 1982 : La Flambeuse de Las Vegas (Jinxed !)

#### Télévision
- 1964 : Le Prix d'un meurtre (The Hanged Man)
- 1967 : L'Homme en fuite (Stranger on the Run)

### Producteur
- 1959 : Le Secret du Grand Canyon (Edge of Eternity)
- 1964 : À bout portant (The Killers)
- 1965 : Jesse James (en) ("The Legend of Jesse James") (série télévisée)
- 1968 : Un shérif à New York (Coogan's Bluff)
- 1971 : Les Proies (The Beguiled)
- 1971 : L'Inspecteur Harry (Dirty Harry)
- 1973 : Tuez Charley Varrick! (Charley Varrick)
- 1974 : Contre une poignée de diamants (The Black Windmill)
- 1979 : L'Évadé d'Alcatraz (Escape from Alcatraz)

### Acteur
- 1959 : Le Secret du Grand Canyon (Edge of Eternity) de lui-même : l'homme à la piscine du motel
- 1968 : Un shérif à New York (Coogan's Bluff) de lui-même : le passager de l'ascenseur
- 1971 : Un frisson dans la nuit (Play Misty for Me) de Clint Eastwood : Murphy
- 1971 : L'Inspecteur Harry (Dirty Harry) de lui-même : l'homme courant dans la rue
- 1973 : Tuez Charley Varrick ! (Charley Varrick) de lui-même : Murphy
- 1978 : L'Invasion des profanateurs (Invasion of the Body Snatchers) de Philip Kaufman : le conducteur de taxi
- 1982 : La Flambeuse de Las Vegas (Jinxed !) de lui-même : le gérant de la librairie pour adultes
- 1985 : Série noire pour une nuit blanche (Into the Night) de John Landis : l'homme embarrassé

### Directeur de la photographie
- 1944 : Les Aventures de Mark Twain (The Adventures of Mark Twain) d'Irving Rapper

### Monteur
- 1942 : Une femme cherche son destin (Now, Voyager) d'Irving Rapper
- 1942 : La Maison de mes rêves (George Washington Slept Here) de William Keighley
- 1942 : Griffes jaunes (Across the Pacific) de John Huston
- 1942 : Casablanca de Michael Curtiz
- 1943 : L'Intrigante de Saratoga (Saratoga Trunk) de Sam Wood
- 1943 : Du sang sur la neige (Northern Pursuit) de Raoul Walsh

## Distinctions
(en) Récompenses pour Don Siegel sur l’Internet Movie Database

### Récompenses
- 1987 : Prix de la médaille d'argent au festival de Telluride
- 1988 : Prix pour l'ensemble de sa carrière décerné par l'Association des critiques de cinéma de Los Angeles

### Nomination
- 1955 : DGA Award de la meilleure réalisation pour Les Révoltés de la cellule 11

## Anecdotes
- Dès 1942, il fit part de son envie de réaliser des films, mais son contrat avec la Warner l'en empêcha, et Jack Warner lui-même refusa de résilier ce contrat afin de continuer à profiter du talent de Don Siegel pour le montage.
- Il fut le premier réalisateur à signer un film du nom d'Alan Smithee : il renia son film Death of a Gunfighter (1969) car l'acteur vedette Richard Widmark, qui avait déjà fait virer le précédent réalisateur Robert Totten peu avant la fin du tournage, dénatura complètement l'œuvre en imposant ses propres choix artistiques.
- Durant le tournage de L'Inspecteur Harry (1971), il souffrit d'une grippe et Clint Eastwood le remplaça provisoirement pour une scène, ce qui marqua les débuts de réalisateur de celui-ci.